# Taggvallmosläktet
Taggvallmosläktet (Argemone) är ett växtsläkte med omkring 12 arter i familjen vallmoväxter.

## Bildgalleri

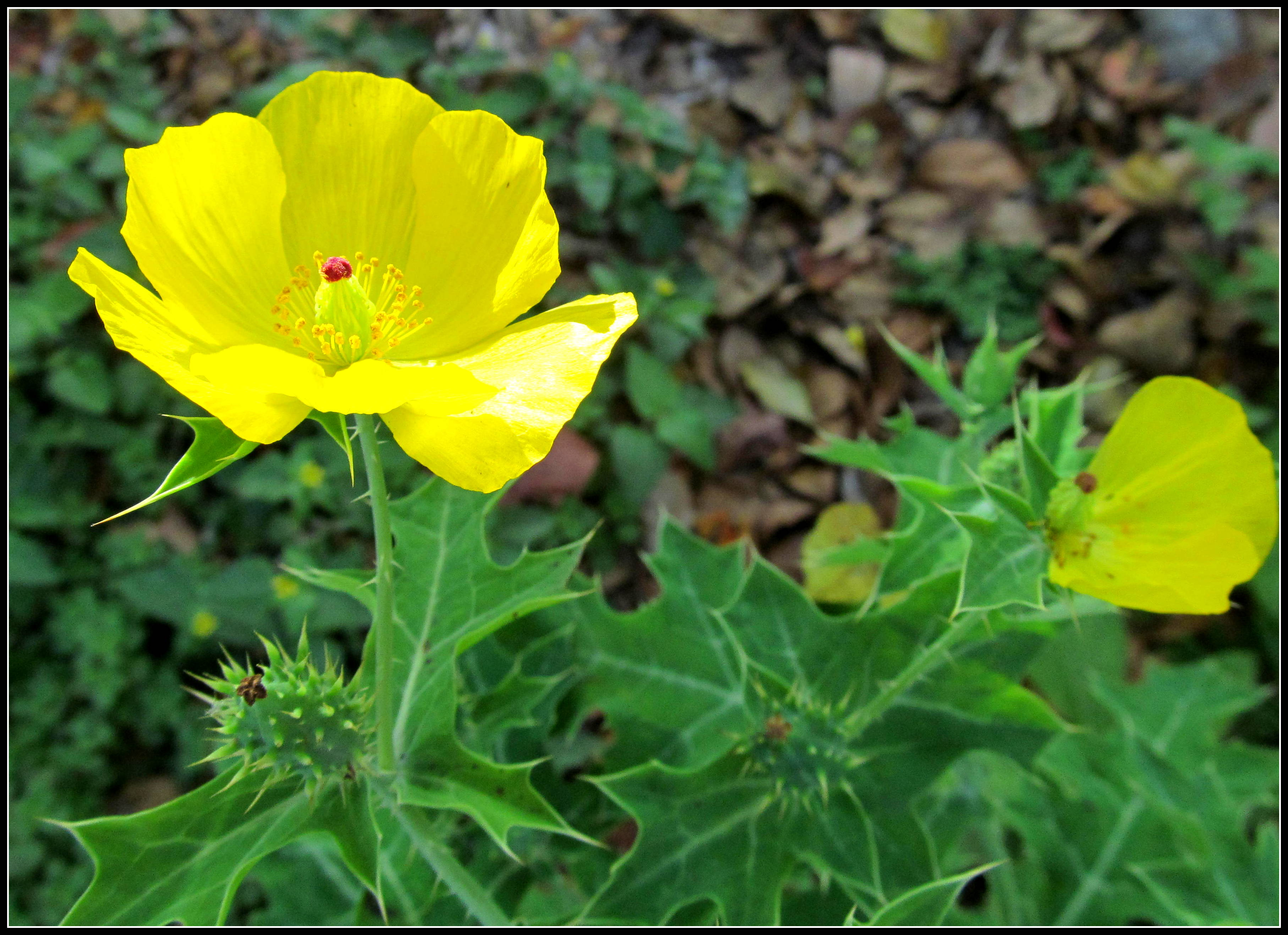
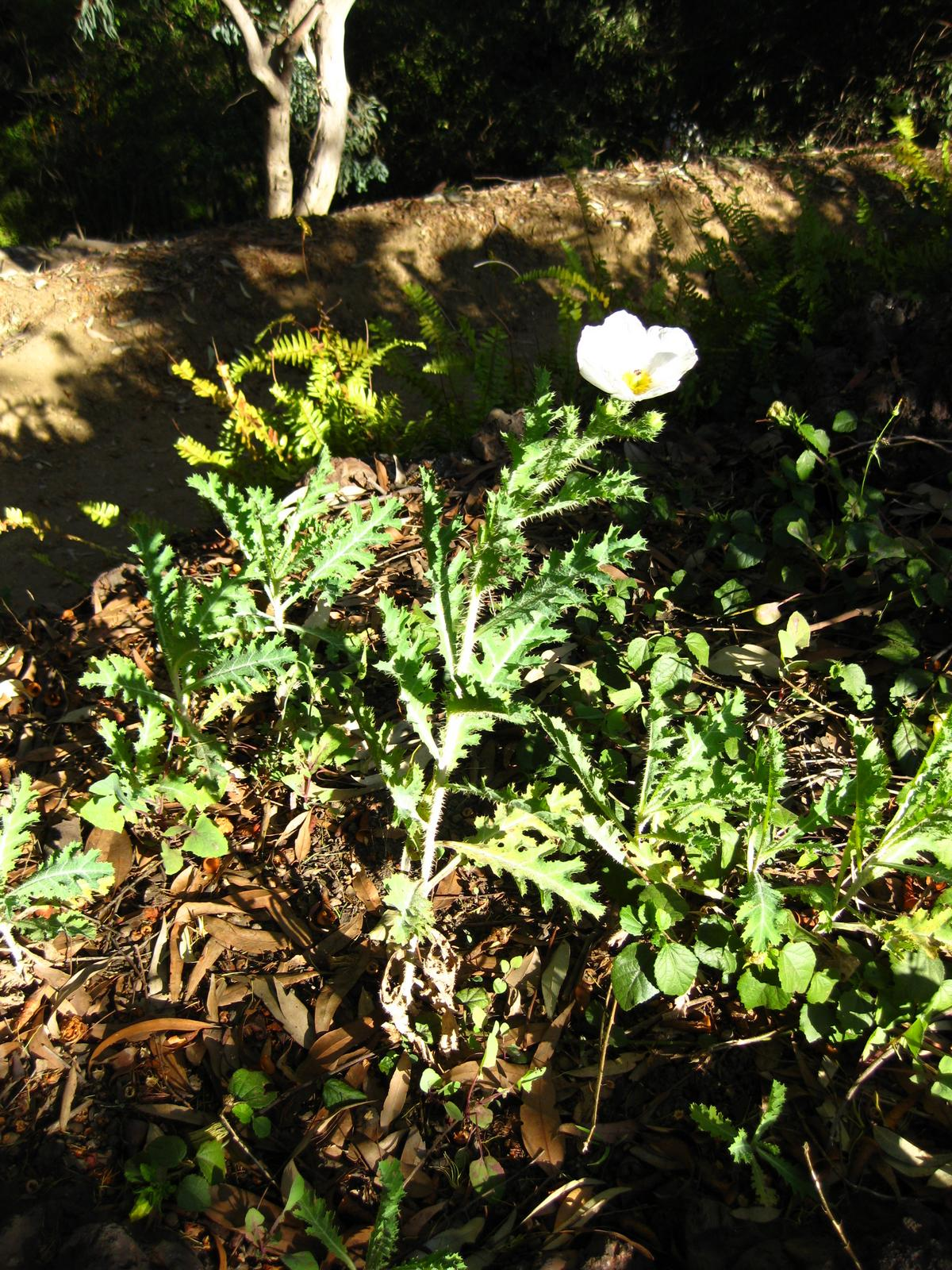
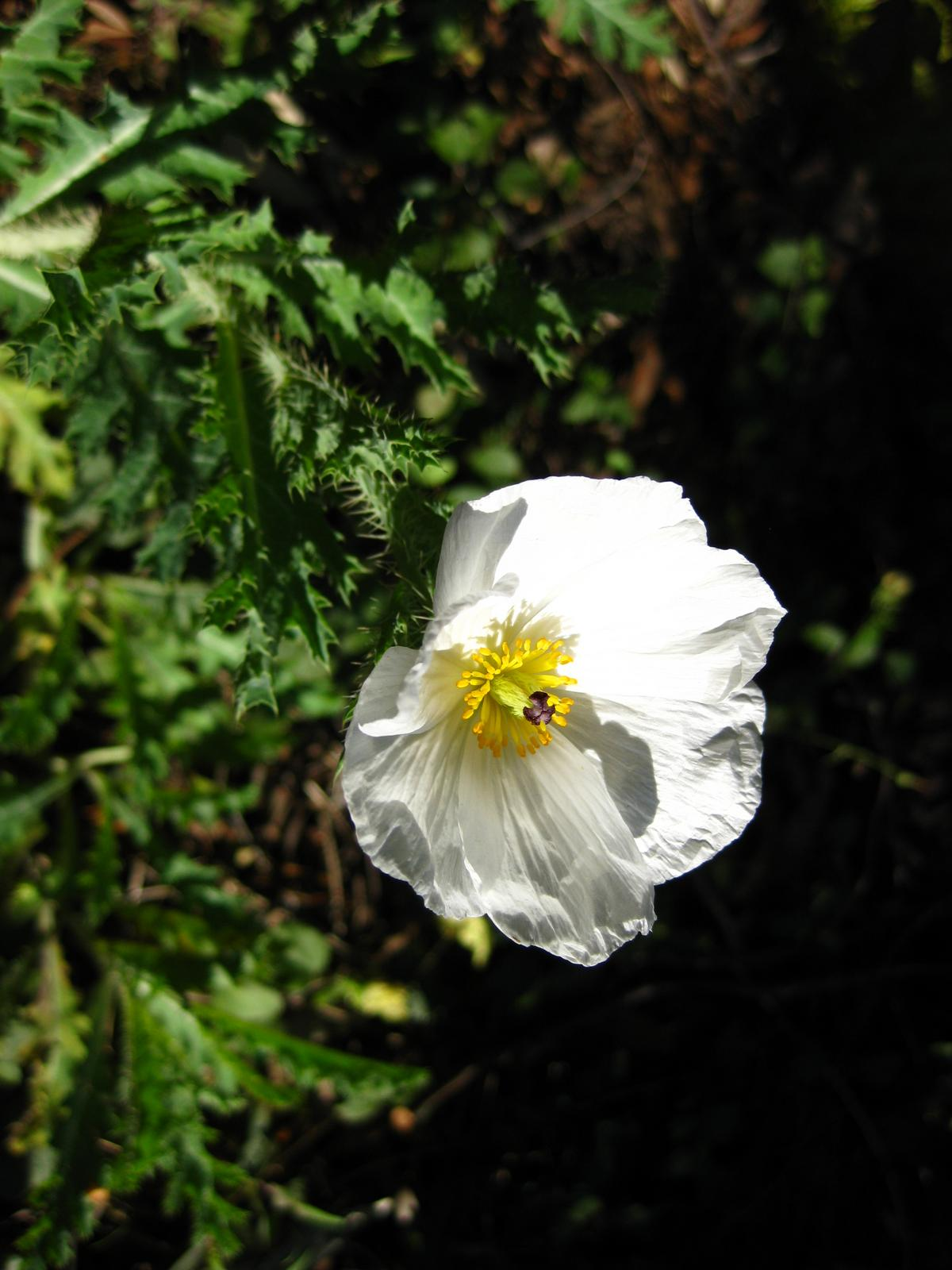
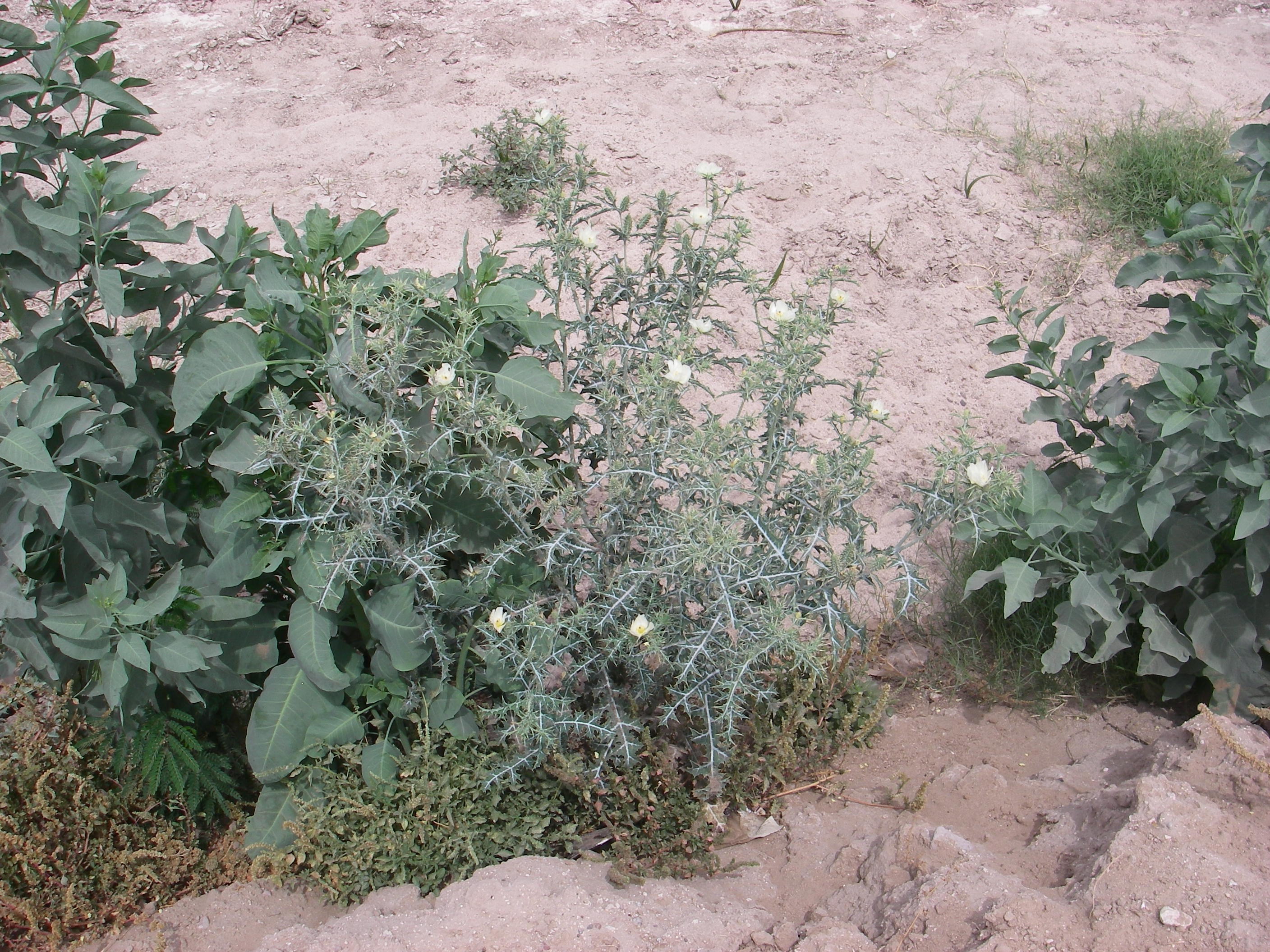
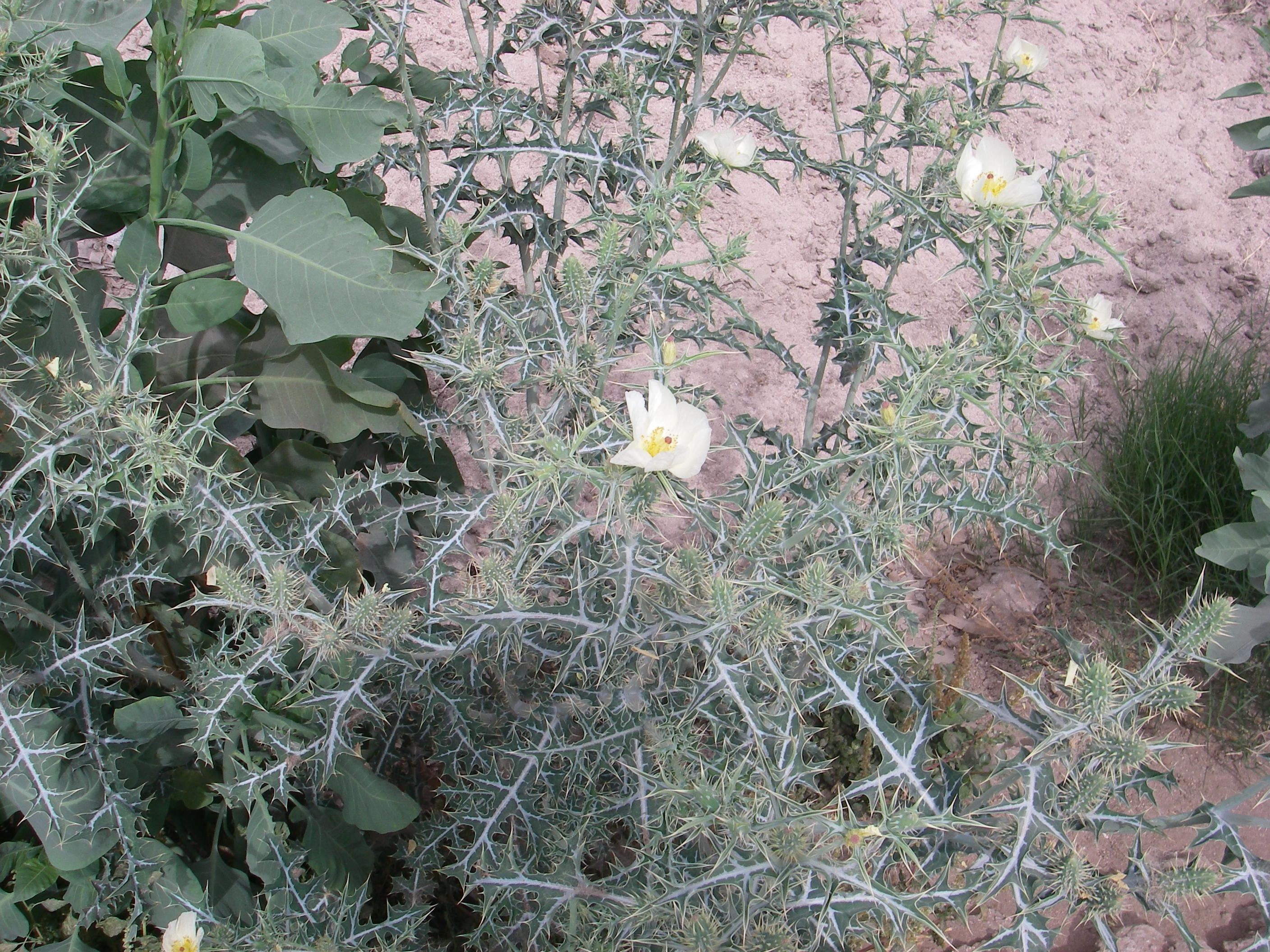
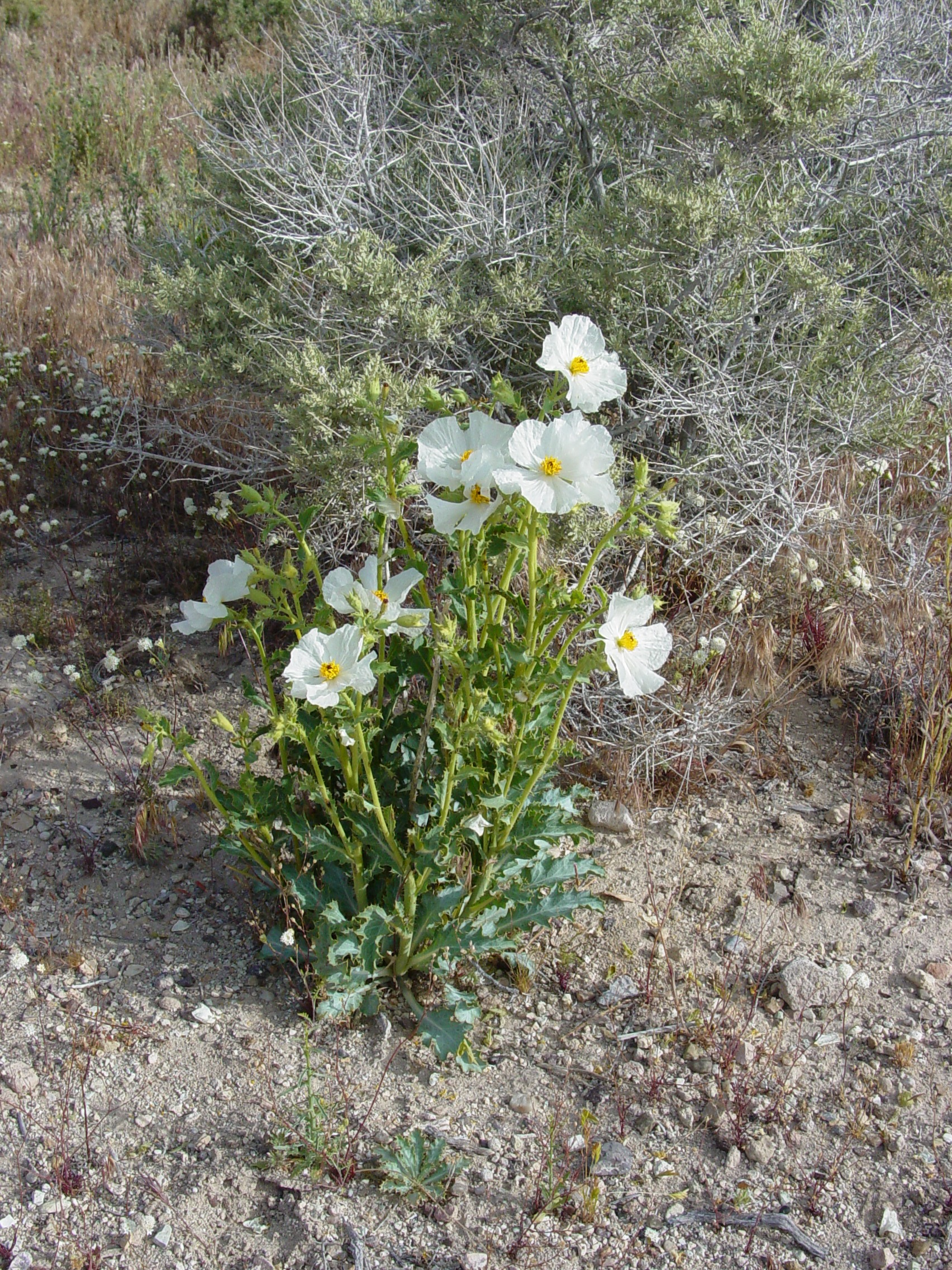

## Dottertaxa till Taggvallmor, i alfabetisk ordning[1]
- Argemone aenea
- Argemone albiflora
- Argemone arida
- Argemone arizonica
- Argemone aurantiaca
- Argemone brevicornuta
- Argemone chisosensis
- Argemone corymbosa
- Argemone crassifolia
- Argemone echinata
- Argemone fruticosa
- Argemone glauca
- Argemone gracilenta
- Argemone hispida
- Argemone hunnemannii
- Argemone mexicana
- Argemone munita
- Argemone ochroleuca
- Argemone parva
- Argemone pinnatisecta
- Argemone pleiacantha
- Argemone polyanthemos
- Argemone rosea
- Argemone sanguinea
- Argemone squarrosa
- Argemone subalpina
- Argemone subfusiformis
- Argemone subintegrifolia
- Argemone superba
- Argemone turnerae